# 컬투의 베란다쇼
컬투의 베란다쇼는 2013년 3월 18일부터 2014년 2월 28일까지 방송되었던 텔레비전 프로그램이다.